# ウスヴャートィの戦い
ウスヴャートィの戦い（ロシア語: Битва под Усвятом）は、1225年にノヴゴロド公兼ペレヤスラヴリ・ザレスキー公ヤロスラフの軍と、リトアニア大公国軍との間で起こった戦いである。ウスヴャートィ付近で行われ、リトアニア軍の敗北で終わった。

## 発端
1223年のカルカ河畔の戦いの敗北の後、スモレンスク公国の軍事力は弱体化していた。かねてよりリトアニアとスモレンスクは対立しており、弱体化を機と見たリトアニア軍が侵入した。これに対してヤロスラフが援軍を送った。ヤロスラフは、1222年 - 1223年の間には、リヴォニア帯剣騎士団に対する遠征を行っており、カルカ河畔の戦いには参加していなかった。よって、ヤロスラフ揮下のノヴゴロド公国やウラジーミル大公国の軍は、軍事力を維持していた。

## 経緯
1225年、リトアニア軍7000人が、トロペツ全域を占領し、トルジョクを荒廃させた。ノヴゴロドの年代記によると、ノヴゴロドの軍は参加せず、トロペツとトルジョクの人々が、彼らの公のダヴィド（ムスチスラフ・ムスチスラヴィチの兄弟）と共にヤロスラフの援軍に赴いた。また、援軍の中には「ウラジーミルと子」という記述があるが、これはムスチスラフ・ムスチスラヴィチの兄弟のウラジーミル(ru)と、その子のヤロスラフ（上記のヤロスラフとは別人）であるとみなされている。
なお、『ラヴレンチー年代記』によると、1224年にウラジーミル大公ユーリーが、弟のウラジーミルらを援軍に送ったという記述があるが、年代記には援軍の目的が記されていないため、1225年1月6日に、キエフの府主教になったキリル2世(ru)への援軍とも、ウスヴャートィの戦いへの援軍ともみなすことができる。
いずれにせよ、ヤロスラフはウスヴャートィ付近でリトアニア軍と交戦し、撃破した。2000人を殺害し、戦利品を得た。また、年代記はこの戦いで、援軍に来ていたトロペツ公ダヴィドが戦死したことを伝えている。
リトアニアの侵入は1225年から1226年の間の冬のことであり、勝利したのは1226年3月1日のことだった。

## 評価
このリトアニアの侵入は、ルーシへの最初の大規模な攻撃だった。一方、リトアニア側も打撃を受け、この後新たにルーシへ侵攻するのは14年後のこととなった。それはウラジーミル大公国とその分領公国の連合軍がモンゴル帝国軍に敗れたシチ川の戦い（1238年3月4日）より後のことになる。